# François Grangier de Lamothe
François Grangier de Lamothe (* 22. November 1757 in Riom; † 22. April 1822 in Chamalières) war ein französischer Politiker.

## Biographie
Sein Vater, François Grangier, Besitzer des Schlosses von Cordès, war 1789 der letzte Herr von Cordès und Orcival. Im Jahr III (entsprechend dem französischen Revolutionskalender) war der pensionierte Dragonerhauptmann Verwalter des Distrikts Riom.
1809 wurde er Bürgermeister (Maire) von Clermont-Ferrand; 1813 wurde er in seinem Amt bestätigt und blieb an der Spitze der Stadt bis zu seiner Verabschiedung am 12. September 1815. Er wurde am 24. Floréal im Jahr VIII zum Départementrat (französisch conseiller général) von Puy-de-Dôme ernannt und blieb es bis zu seinem Tod; 1806, 1807 und 1814 war er Präsident des Departementrats. Am 30. Juni 1811 wurde er mit der Ehrenlegion ausgezeichnet.
Er starb am 22. April 1822 in dem ihm gehörenden Château de Montjoly, in dem heute die Bürgermeisterei von Chamalières untergebracht ist. 1873 verkaufte eine seiner Töchter das Schloss Cordès an Félix Martha-Beker.
Clermont-Ferrand ehrt das Andenken an den ehemaligen Bürgermeister und benannte einen kleinen Platz im Viertel Saint-Alyre nach ihm.